# Špelca Mežnar
Špelca Mežnar, slovenska pravnica in sodnica, * 1976, Celje.
Po maturi na celjski Gimnaziji Lava je študirala in decembra 1999 diplomirala na Pravni fakulteti v Ljubljani, leta 2002 magistrirala in leta 2005 doktorirala. Leta 2003 opravila državni pravniški izpit in leta 2005 je prejela nagrado za »mlado pravnico leta«. 12. julija 2016 je bila v Državnem zboru Republike Slovenije izvoljena za ustavno sodnico, mandat je nastopila 31. oktobra 2016.
Je tudi vodja raziskovalne skupine Mednarodne fakultete za družbene in poslovne študije v Celju.